# Тарасевич, Александр Киприанович
Александр Киприанович Тарасевич (1815—1882) — российский генерал-майор, участник Кавказской войны.

## Биография
Родился 5 апреля 1815 года, происходил из дворян города Риги и по окончании курса в Павловском кадетском корпусе выпущен 30 января 1834 года прапорщиком во 2-й саперный батальон, в котором и служил до 27 февраля 1850 года, когда в чине штабс-капитана был переведен в 1-й резервный саперный батальон. Произведённый в том же, 1834, году в капитаны, Тарасевич получил и первую награду — орден святой Анны 3-й степени; в 1855 году был произведён в подполковники, в 1862 году в полковники и через два года, 5 мая 1864 года, назначен командиром понтонного № 6 парка. Парком командовал лишь год, когда получил 9 июня 1865 года в командование 128-й пехотный Старооскольский полк. 19 октября 1869 года Тарасевич получил звание генерал-майора, но болезненное состояние вынудило его вскоре покинуть службу и выйти 19 марта 1870 года в отставку.
Тарасевич неоднократно участвовал в военных действиях против кавказских горцев, причём имел следующие награды: лично получил в 1842 года монаршее благоволение за храбрость в стычке с горцами, ордена святого Станислава 2-й степени (1857 год) и святой Анны 2-й степени с императорской короной (1864 год) знак отличия беспорочной службы (1857 год) за 20 лет, святого Владимира 4-й степени с бантом (1859 года) за 25 лет и знак отличия за службу на Кавказе (1864 года). Скончался 19 апреля 1882 года.